# Ghiacciaio Aleksiev
Il ghiacciaio Aleksiev (in inglese Aleksiev Glacier) è un ghiacciaio lungo 10,5 km e largo 3, situato sulla costa di Nordenskjöld, nella parte orientale della Terra di Graham, in Antartide. In particolare, il ghiacciaio si trova a nord-est del ghiacciaio Kladorub e a sud della cascata di ghiaccio Arrlo e da qui fluisce verso est-sud-est scorrendo lungo il versante sud-orientale dell'altopiano Detroit fino ad entrare nella cala Devislava.

## Storia
Il ghiacciaio Aleksiev è stato così battezzato dalla Commissione bulgara per i toponimi antartici in onore dello scrittore e artista bulgaro Rayko Aleksiev (1893-1944).